# 2014–2015-ös magyar női vízilabdakupa
A 2014–2015-ös magyar női vízilabdakupa, szponzorált nevén az Theodora-Magyar Kupa, a tizenötödik kiírás volt a versenysorozat történetében. A kupára tíz csapat nevezett. A győzelmet az UVSE-Centrál szerezte meg.

## Eredmények

### Selejtező
október 11–12.
A csoport (Szentes)
| Hely. | Csapat                  | M | Gy | D | V | G+ | G–  | Gk   | P | Továbbjutás vagy kiesés    |      | UVSEC | BVSC  | SZEN  | UVSEM | ASI  |
| ----- | ----------------------- | - | -- | - | - | -- | --- | ---- | - | -------------------------- | ---- | ----- | ----- | ----- | ----- | ---- |
| 1.    | UVSE-Centrál            | 4 | 3  | 0 | 1 | 80 | 23  | +57  | 9 | Továbbjutott az elődöntőbe |      | —     | 9–12  | 14–7  | 23–3  | 34–1 |
| 2.    | BVSC-Zugló              | 4 | 3  | 0 | 1 | 65 | 28  | +37  | 9 | Továbbjutott az elődöntőbe |      | 12–9  | —     | 10–11 | 15–6  | 28–2 |
| 3.    | Szentesi VK             | 4 | 3  | 0 | 1 | 73 | 33  | +40  | 9 |                            |      | 7–14  | 11–10 | —     | 21–8  | 34–1 |
| 4.    | UVSE Margitsziget       | 4 | 1  | 0 | 3 | 30 | 63  | −33  | 3 |                            | 3–23 | 6–15  | 8–21  | —     | 13–4  |      |
| 5.    | Angyalföldi Sportiskola | 4 | 0  | 0 | 4 | 8  | 109 | −101 | 0 |                            | 1–34 | 2–28  | 1–34  | 4–13  | —     |      |

Azonos pontszám esetén az egymás elleni eredmények döntöttek
B csoport (Szeged)
| Hely. | Csapat                | M | Gy | D | V | G+ | G– | Gk  | P  | Továbbjutás vagy kiesés    |      | DUV   | EGER | SZEG  | KÓPÉ | KECS |
| ----- | --------------------- | - | -- | - | - | -- | -- | --- | -- | -------------------------- | ---- | ----- | ---- | ----- | ---- | ---- |
| 1.    | Dunaújvárosi Főiskola | 4 | 4  | 0 | 0 | 70 | 23 | +47 | 12 | Továbbjutott az elődöntőbe |      | —     | 13–6 | 18–11 | 18–3 | 21–3 |
| 2.    | Egri VK               | 4 | 3  | 0 | 1 | 56 | 32 | +24 | 9  | Továbbjutott az elődöntőbe |      | 6–13  | —    | 11–6  | 18–9 | 21–4 |
| 3.    | Universitas Szeged    | 4 | 2  | 0 | 2 | 63 | 39 | +24 | 6  |                            |      | 11–18 | 6–11 | —     | 23–5 | 23–5 |
| 4.    | KÓPÉ                  | 4 | 1  | 0 | 3 | 27 | 68 | −41 | 3  |                            | 3–18 | 9–18  | 5–23 | —     | 10–9 |      |
| 5.    | Kecskemét             | 4 | 0  | 0 | 4 | 21 | 75 | −54 | 0  |                            | 3–21 | 4–21  | 5–23 | 9–10  | —    |      |

### Elődöntő
december 6., Szentes
| 1. csapat  | Eredmény | 2. csapat             |
| ---------- | -------- | --------------------- |
| BVSC-Zugló | 11–13    | Dunaújvárosi Főiskola |
| Egri VK    | 9–15     | UVSE-Centrál          |

### Döntő
| 2014. december 7. 17:10 | Dunaújvárosi Főiskola          | 5–6 | UVSE-Centrál                                             | Szentes Nézőszám: 300 Játékvezetők: Marjay Zsolt Fodor Rajmund |
| 2014. december 7. 17:10 | (2–2, 1–1, 1–2, 1–1)           |     |                                                          | Szentes Nézőszám: 300 Játékvezetők: Marjay Zsolt Fodor Rajmund |
| 2014. december 7. 17:10 | Szilágyi 3 Garda 1 Gurisatti 1 |     | Kisteleki H. 2 Keszthelyi 1 Kövesdi 1 Tóth I. 1 Csabai 1 | Szentes Nézőszám: 300 Játékvezetők: Marjay Zsolt Fodor Rajmund |

A UVSE-Centrál kupagyőztes csapatának tagjai: Azumah Franciska, Bicskei Réka, Csabai Dóra, Gangl Edina, Hertzka Orsolya, Keszthelyi Rita, Kiss Alexandra, Kiss Alexandra Erzsébet, Kisteleki Hanna, Kövesdi Vivien, Kuna Szonja, Miló Sidló Franciska, Sikter Diána, Szűcs Gabriella, Tóth Ildikó, vezetőedző: Áts Bertalan